# Anabolia oculata
Anabolia oculata är en nattsländeart som beskrevs av Martynov 1909. Anabolia oculata ingår i släktet Anabolia och familjen husmasknattsländor. Inga underarter finns listade i Catalogue of Life.